# Vinařka aneb Mladé víno
Vinařka aneb Mladé víno (ve francouzském originále La Cloisière ou le Vin nouveau) je opéra comique o jednom dějství českého skladatele působícího ve Francii Josefa Kohouta (Kohauta) na libreto Alexandra-Frédérica-Jacquese Masson, markýze de Pezay. Měla premiéru 10. listopadu 1770 v královském zámku ve Fontainebleau v podání herců z divadla Comédie-Italienne.

## Vznik, charakteristika a historie

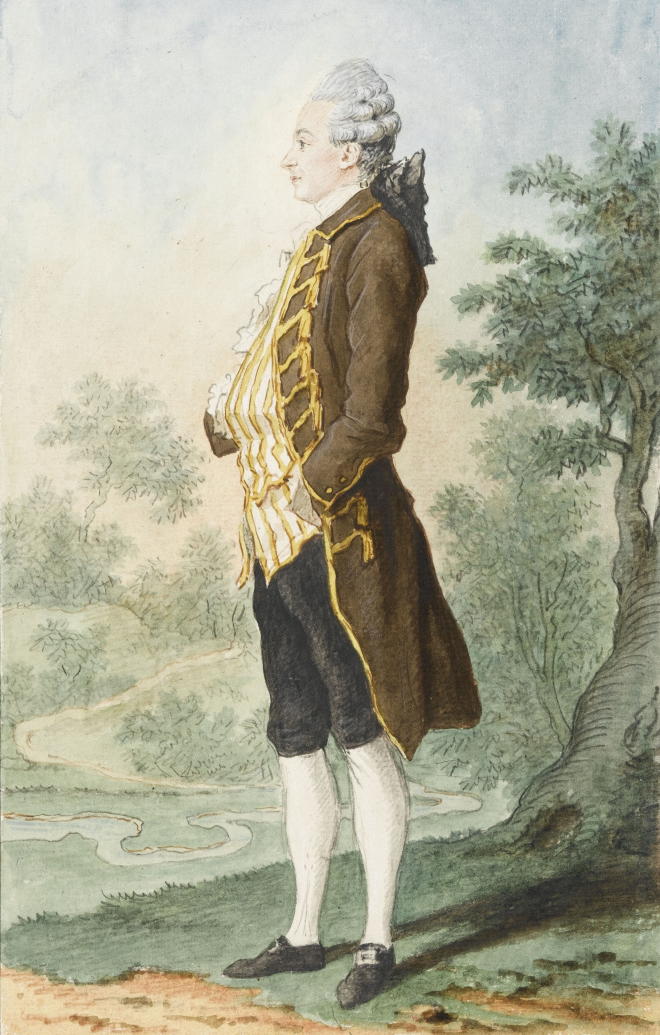
Libretista Vinařky markýz de Pezay

Poslední ze čtyř oper Josefa Kohouta byla jednoaktová opéra comique Vinařka aneb Mladé víno. Vznikla jako součást dlouhodobých oslav sňatku francouzského dauphina Ludvíka s dcerou římského císaře Marií Antonií, a to v rámci pobytu páru na královském zámku ve Fontainebleau v říjnu a listopadu 1770. Při této příležitosti bylo uspořádáno alespoň třicet představení, především se silami pařížského divadla Comédie-Italienne, a některé z oper zde měly premiéru: jednalo se o díla Andrého Grétryho, Egidia Duniho a právě Josefa Kohouta. Při této příležitosti bylo vydáno i libreto v nákladu 900 kusů.
Libreto napsal mladý, ale již vysoce postavený důstojník Alexandre Masson, markýz de Pezay (1741–1777), který patřil k okruhu dauphina Ludvíka a vyučoval ho vojenské taktice. Patřil také stejně jako Kohout do okruhu přátel batona d'Holbacha, odkud zřejmě pramenila skladatelova a libretistova spolupráce. Opera nenese žádné věnování a její zápletka (připomínající Dvořákovy Tvrdé palice) je pro soudobou komickou operu běžná; výjimečný a zřejmě dané příležitosti přizpůsobený je jen závěrečný balet a dlouhé finále, které může mít holdovací charakter.
Představení u dvora ve Fontainebleau, původně plánované na 30. října 1770 a nakonec uskutečněné 10. listopadu, je u této opery jediným doloženým. V rámci večera bylo kombinováno s italskou harlekynádou – prameny se rozcházejí v tom, zda to byla Arlequin Baron Suisse nebo Goldoniho Les Infortunes d'Arlequin. Dobový tisk ani korespondence nezmiňují ani podrobnosti o charakteru nebo přijetí Kohoutovy poslední opery: oficiální měsíčník Mercure de France ponechal hodnocení novinek provedených ve Fontainebleau až po jejich uvedení v Paříži, avšak Journal de musique již v listopadu 1770 u Vinařky poznamenával, že „tento kus nebude v Paříži dáván“. Jen ze skutečnosti, že odměna pro skladatele byla dodatečně zvýšena z 1000 na 1600 zlatých, lze usuzovat, že Vinařku dvůr přijal příznivě. Žádný hudební materiál k této opeře se nezachoval ani vcelku, ani v podobě jednotlivých kusů zveřejněných v různých sbírkách melodií, jako tomu byla v případě tří předchozích Kohoutových oper.

## Osoby a první obsazení
| osoba                      | hlasový obor | premiéra (10. 11. 1770)                        |
| -------------------------- | ------------ | ---------------------------------------------- |
| Paquette, vinařka          | mezzosoprán  | Bérard (roz. Deschamps)                        |
| Charlotte, její dcera      | soprán       | Marie-Thérèse Laruette (roz. Villette)         |
| Mathurin, milovník vína    | baryton      | Joseph Caillot                                 |
| Alexis, jeho syn           | tenor        | Clairval (vl. jm. Jean-Baptiste Guignard)      |
| Tretare                    | baryton      | Jean-Louis Laruette                            |
| Huro                       | …            | Thomassin (vl. jm. Guillaume-Adrien Vicentini) |
| Sběrači vína (sbor, balet) |              |                                                |

## Děj opery

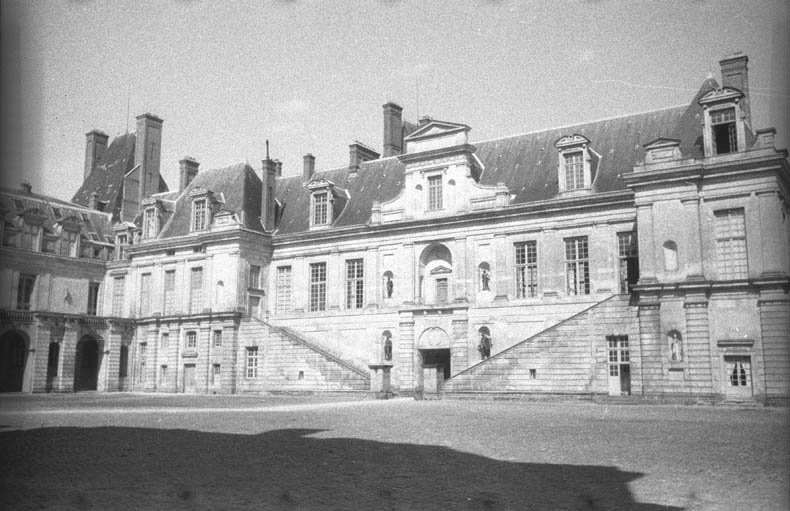
Zámek ve Fontainebleau, křídlo Komedie, které od roku 1725 do požáru v roce 1856 hostilo divadelní sál, kde měla premiéru Kohoutova Vinařka

(Krajina s Paquettiným otevřeným hangárem a lesíkem)
Vinařka vdova Paquette tluče máslo a stýská si, že potřebuje do domu muže (č. 1 árie Le mariage a ses tourments). Zálusk má na mladého, ale již vycvičeného Alexise. Ke své dceři Charlottě se chová chladně a dává jí za úkol nakrmit drůbež a holuby (č. 2 árie Charlotty Venez, petits amis). I ona je tajně zamilovaná do Alexise a postrádá jeho přítomnost.
Dnes končí vinobraní a vinařka očekává sedláky Tretara, Hurona a především Alexisova otce Mathurina k ochutnávce a objednávce vína. Očekáván je i Alexis, na kterého se těší jak Paquette, tak Charlotte (č. 3 árie Charlotty Alexis va venir). Prozatím přichází kmotr Mathurin a laškuje s Charlotou, z níž je už prý děvče na vdávání (č. 4 Mathurinova árie Qu'elle est jolie). Paquette vítá Mathurina, Tretara i Hurona, ale Alexis nedorazil. Vyptávající se Paquettě Mathurin nerudně odpovídá, že syn přijít nechtěl. Obě ženy jsou zklamané, ale Mathurin a jeho druhové se dávají do ochutnávání vína (č. 5 Mathurinova pijácká árie L'hiver nous brave).
Alexis mezitím potají dorazil; ve skutečnosti mu návštěvu zakázal otec, aby mu nehatil jeho vlastní záměry se Charlottou. Alexis natahuje tenata na ptáky, ač by chtěl chytit hlavně Charlottu (č. 6 árie Dans les réseaux que je vais tendre). Oba se potkávají, ale dívka se hněvá, že Alexis nechtěl přijít (č. 7 duet Que je suis à plaindre), a ten musí uvádět věc na pravou míru. Charlotte vysvětluje Alexisovi, že se o ni uchází jeho otec, a Alexis tomu chce zabránit. Ujišťuje přitom Charlottu o své lásce (č. 8 árie Ne plus t'aimer, toi, mon amie).
Paquette se vrací, zatímco muži sedí ve sklípku, a je potěšena, že vidí Alexise. Ten se jí vemlouvá, aby so dobyl její přízeň ke sňatku se Charlottou, ale Paquette se přirozeně domnívá, že se má zájem přímo o ni. Posílá dceru pro různé úsluhy, aby se jí zbavila, a přitom přemítá, jak Alexis mužně dospěl a jak by chtěla být jeho ženou (č. 9 arieta Peut-on être en paix un moment?).
Muži se vracejí. Mathurin je nevrlý, že vidí svého syna, a navíc je usvědčen ze lži. Nicméně spor se zažehná vínem a pohoštěním, při kterém Charlote a po ní Alexis a Mathurin zpívají milostnou píseň nově zaslechnutou ve městě (č. 10 píseň Quand reviendront les fleurs nouvelles).
Když Alexis odejde zkontrolovat tenata a Charlottu pošlou na nějaké domácí práce, smlouvá Paquette se sedláky o cenu vína. Ta není nízká, ale jak říká Mathurin, víno není drahé, nalévá-li je sličná bruneta (č. 11 árie Mon ami, si tu veux m'en croire). Paquette a přiopilý Mathurin oklikami hovoří o tom, jak by jim svědčilo znovu se oženit, respektive vdát. Vzájemně si popisují své ideální nastávající a poznávají, že by dané charakteristice odpovídali více méně oni sami. Tretare a Huro jim přizvukují, zatímco Charlotte a Alexis opodál zpívají podobné věci o sobě navzájem (č. 12 sextet Celle que j'aime a le cœur tendre). Paquette a Mathurin je přitom přistihnou a rozzlobí se. Alexis a Charlotte se omlouvají a vysvětlují svou lásku, zatímco Tretare a Huro rodiče mírní a radí jim, ať se raději vezmou spolu (č. 13 sextet Mon père). Ti nakonec souhlasí – oslava vinobraní bude nakonec současně dvojnásobnou svatbou.
Seběhnou se vinaři a vinařky a tančí (č. 14 balet). Tanečníci přinesou květy a Tretare jimi poděluje snoubence: Alexis a Charlotte dostanou lilie a růže a Mathurin s Paquettou fialky a měsíčky. Poslední slovo patří Mathurinovi – nikdo není starý, dokud dokáže milovat (č. 15 závěrečný vaudeville Dans les bouquets qu'on vous présente).

## Instrumentace
4 první a 4 druhé housle, 1 viola, 6 violoncell, 1 flétna, 2 fagoty, 2 lesní rohy
Pro taneční divertissement: 4 první a 4 druhé housle, 1 viola, 8 violoncell, 3 hoboje, 2 flétny, 2 fagoty